# Кампус Янсан Пусанского национального университета (станция метро)
«Кампус Янсан Пусанского национального университета» (кор. 부산대양산캠퍼스역) — эстакадная станция Пусанского метро на Второй линии. Одна из пяти эстакадных станций линии; одна из четырёх открытых станций на территории Янсана. Она представлена двумя боковыми платформами. Станция обслуживается Пусанской транспортной корпорацией. Расположена в квартале Beomeo-ri района (ып) Мульгымып Янсана (провинция Кёнсан-Намдо, Южная Корея). На станции установлены платформенные раздвижные двери.
Станция была открыта 1 октября 2009 года между станциями «Хопхо» (239) и «Намянсан» (242) на уже действующем участке «Хопхо» — «Янсан», введённом в эксплуатацию 10 января 2008 года.